# 务安站
務安站（：／ Muan yeok */?）是位于韩国全罗南道务安郡夢灘面的一个车站，属于湖南线。

## 历史
- 1938年5月1日 - 落成使用，当时的车站名称是社倉站[1][2][3]。
- 1944年6月15日 - 運輸營業廢止[4]。
- 1985年8月12日 - 改为现在名称[5]。

## 车站周边
- 昊潭航空宇宙展示场
- 梦滩北初等学校

## 相鄰車站
韓國鐵道公社
湖南線
咸平－務安－夢灘